# シャイニング (小説)
『シャイニング』（原題: The Shining）は、スティーヴン・キングが1977年に発表したホラー小説である。

## あらすじ
コロラド州のロッキー山上にあるオーバールックホテル。雪深く冬期には閉鎖されるこのホテルに、一冬の管理人としてやってきた小説家志望の元教師であるジャックと妻のウェンディ、そして一人息子のダニー。金持ちが自家用機で来るという豪華ホテルだが、冬は閉ざされる。ゆっくりと戯曲を書けるとジャックは喜ぶが、支配人のアルマンはアルコール依存症だったことや、生徒に暴力をふるって教師をクビになった過去をジャックに突き付け、辛辣に当たる。また、ウェンディも息子に暴力を振るった過去をしきりに持ち出し、ジャックを精神的に追い詰める。
ダニーは超能力「輝き」 (Shining) を持つ少年だった。到着後、同じ能力を持つハロランに出会う。ダニーとハロランは言葉を交わさずに会話できたが、ハロランはそのダニーの超能力の強さに驚く。しばらく過ごすうち、ダニーはこのホテルに自分たち以外の存在を確信する。このホテルでは過去に惨劇の舞台となっており、今でも亡霊がホテルをさまよっているのだった。そのころ、ジャックは執筆そっちのけでホテルの過去に魅了され始め、ダニーもそれに気付き始める。ダニーは217号室へ入るように囁く声に導かれ、鍵を盗んで侵入を試みると、中には腐敗した女の亡霊がおり、ダニーの首を絞めた。ダニーは何とか逃げ出し、ホテルが自分の「輝き」を狙っていることを両親に話し、ジャックも狙われていると打ち明ける。ジャックはその部屋で気配を感じるが、何もないと伝える。ウェンディはホテルから逃げようとジャックに話すが、ジャックはボイラーの仕事があると取り合わない。
その後、エレベーターが勝手に動き出し、中を調べると仮面舞踏会の痕跡が残っていた。ダニーは次々に超常現象に遭い、ハロランに「輝き」で助けを求める。一方、ジャックも亡霊グレイディから酒をすすめられ、禁酒を破り、飲んでしまう。ついにホテルに飲み込まれたジャックはウェンディとダニーを襲うが、ウェンディに酒瓶で殴打され、食糧庫に閉じ込められる。しかし、グレイディがジャックを食糧庫から出し、ジャックは木槌でウェンディを襲う。ウェンディは包丁をジャックに突き刺したが、ジャックはまだ襲いかかり、ウェンディはバスルームへ逃げた。ドアを破ったジャックにウェンディは剃刀で応戦、手を切りつける。ハロランの到着を知ったジャックはその場を立ち去った。ジャックはハロランを木槌で殴打した後、ダニーを探し出した。ジャックはダニーに襲いかかろうとするが、一瞬正気に戻り、ダニーに逃げるように言う。ダニーは「パパは今日、ボイラーを下げ忘れている」と言い、ホテルに飲み込まれたジャックはボイラーを確認しに行くがすでに手遅れであった。ハロランと母子が逃げ出した後、圧力の限界を超えたボイラーが大爆発を起こしホテルは瓦礫と化した。

## 出版
日本では、深町眞理子によって翻訳され、文藝春秋より出版されている。
- シャイニング 上巻　ISBN 4167275589
- シャイニング 下巻　ISBN 4167275597

## 続編
- ドクター・スリープ（2013年） - 大人になり、父同様にアルコール中毒に苦しむダニーが、同じ能力を持つ少女とともに新たな戦いに身を投じていく。日本語版は2015年に刊行されている。

## 映像化
- シャイニング (映画) - 映画版
- シャイニング (テレビドラマ) - テレビシリーズ

## 備考
- タイトルはジョン・レノンの「インスタント・カーマ」（1970年）の歌詞「We all shine on, like the moon and the stars and the sun」からとられた。キングは当初『The Shine』というタイトルを考えていたが、「shine」がアフリカ系アメリカ人の蔑称であることに気付き、現在のものとなった[1]。